# Cour d'appel de Limoges
La cour d'appel de Limoges est une cour d'appel française située à Limoges.

## Description
Elle a été créée en 1808.
Se nommant « Cour impériale » sous le Premier Empire, puis « Cour royale » sous la Restauration et la monarchie de Juillet, elle reprend son nom originel en 1848.
Elle connaît des affaires jugées par les tribunaux de son ressort qui s'étend sur les départements de la Corrèze, de la Creuse et de la Haute-Vienne.

## Tribunaux du ressort
| Départements | 3 tribunaux de grande instance | 4 tribunaux d'instance | 3 conseils de prud'hommes | 3 tribunaux de commerce |
| ------------ | ------------------------------ | ---------------------- | ------------------------- | ----------------------- |
| Corrèze      | - Brive                        | - Brive - Tulle        | - Brive                   | - Brive                 |
| Creuse       | - Guéret                       | - Guéret               | - Guéret                  | - Guéret                |
| Haute-Vienne | - Limoges                      | - Limoges              | - Limoges                 | - Limoges               |